# HMAS Olive Cam
HMAS „Olive Cam” – trałowiec pomocniczy z okresu II wojny światowej należący do marynarki Australii (Royal Australian Navy), poprzednio i później – trawler rybacki.

## Historia
Trawler został zbudowany w 1920 w stoczni Cook, Welton & Gemmell w Beverley, pierwotnie nosił nazwę SS „Nodzu”. Mierzył 128,5 stóp długości, 23,5 stóp szerokości, a jego zanurzenie wynosiło 12,6 stóp (odpowiednio - 39,16 × 7,16 × 3,84 metrów). Napęd stanowiła maszyna parowa potrójnego rozprężania z pojedynczym kotłem o mocy 85 KM. Statek bazował na budowanych w okresie I wojny światowej trałowcach typu Castle. Pierwszym właścicielem statku była firma Neale and West Ltd z Cardiff, w późniejszym czasie statek został zakupiony przez Dalby Steam Fishing Co Ltd z Fleetwood.
W 1929 statek został zakupiony przez zajmującą się połowami ryb australijską firmę Cam & Sons i jeszcze pod niezmienioną nazwą rozpoczął pracę jako trawler na wodach w pobliżu Tasmanii i w przybrzeżnych wodach Melbourne. W tymże roku nazwa statku została zmieniona na SS „Olive Cam”. Podobnie, jak wszystkie statki należące do Cam & Sons, został on nazwany imieniem jednego z dzieci właściciela firmy.
W 1935 statek był przynajmniej trzykrotnie wyczarterowany Royal Australian Navy i używany był jako trałowiec szkolny.
18 września 1939 statek został zarekwirowany przez Royal Australian Navy i został przystosowany do roli trałowca pomocniczego. Do służby, jako HMAS „Olive Cam” (FY76), wszedł 6 października 1939. W czasie wojny okręt był znany jako „Little Ol”.
Okręt został uzbrojony w pojedynczą armatę 12-funtową (76,2 mm), dwa działka Oerlikon 20 mm, pojedynczy karabin maszynowy Vickers 7,7 mm i cztery bomby głębinowe. W czasie wojny załoga okrętu wynosiła 20 osób; zabierał on na pokład 200 ton węgla, co pozwalało mu przebywać na morzu do 25 dni przy prędkości ekonomicznej ośmiu węzłów.
„Olive Cam” służył w Minesweeping Group 66 operującej z Fremantle w Australii Zachodniej. 5 maja 1940 okręt przybywał w porcie Fremantle, William Henry Butterworth jeden z marynarzy powracających na pokład poślizgnął się i wpadł do morza, gdzie utonął. Butterworth był jedyną osobą jego załogi, która zginęła w trakcie wojny.
29 czerwca 1943 okręt (wraz z HMAS „Alfie Cam”, „Mary Cam”, „Beryl II”, „Samuel Benbow” i „Goonambee”) został odkupiony od Cam and Sons za łączną sumę 65 tysięcy funtów.
Po zakończeniu wojny okręt został przekazany do rezerwy 14 listopada 1945, a 24 kwietnia 1946 został zwrócony poprzedniemu właścicielowi, powracając do służby cywilnej.
2 listopada 1954 w czasie połowów w pobliżu Green Cape w New South Wales trawler został wyrzucony na skały. W trakcie akcji ratunkowej uratowano siedem osób z dziesięcioosobowej załogi. Trzech marynarzy, w tym kapitan zginęli na morzu. Wrak statku znajduje się na pozycji 37° 09' 02"S 150° 00' 24"E.